# 莱米耶
莱米耶（義大利語：Lemie），是意大利都灵省的一个市镇。总面积45.55平方公里，人口190人，人口密度4.2人/平方公里（2009年）。ISTAT代码为001131。